# 미주리 식물원

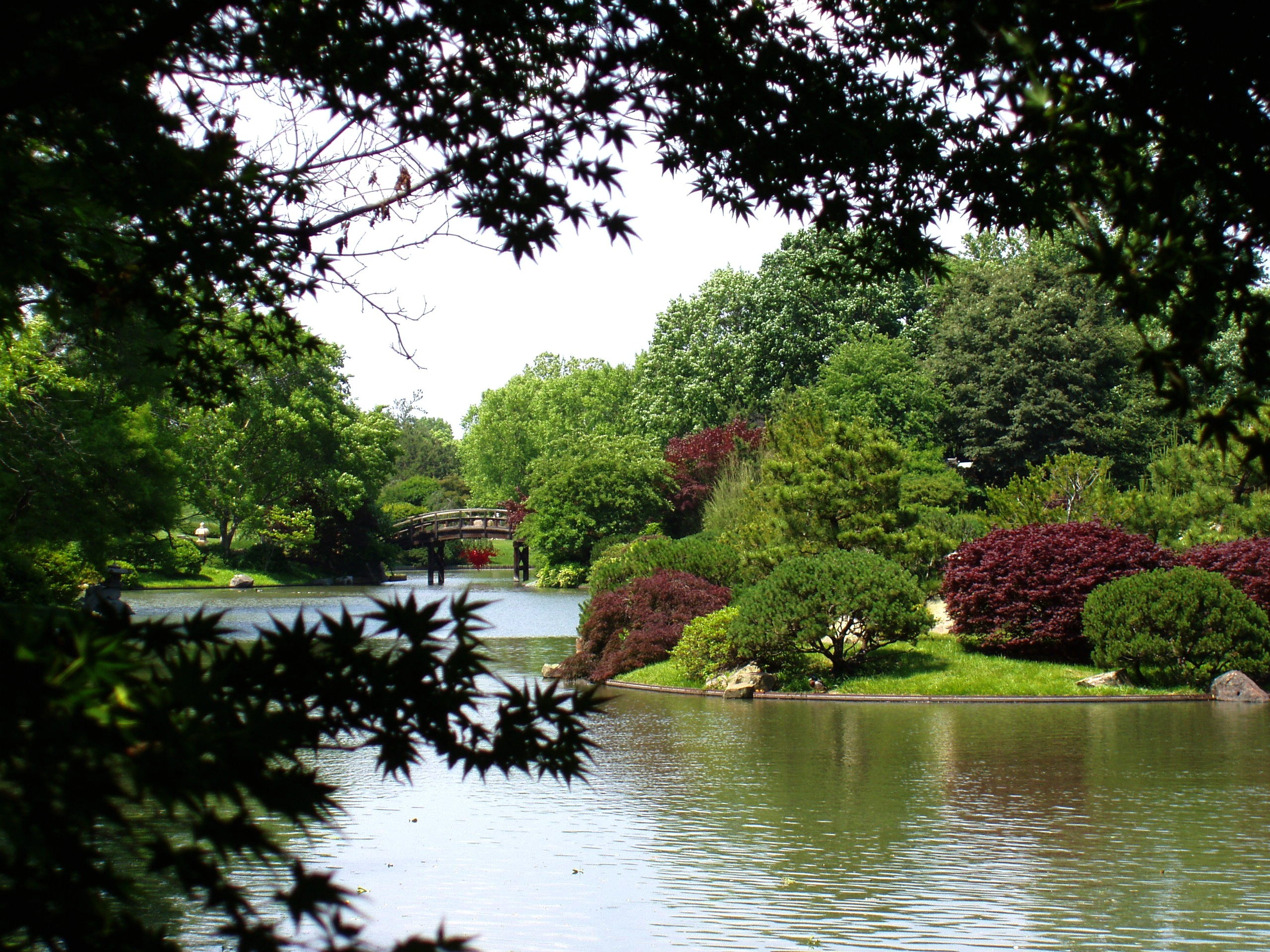

미주리 식물원(Missouri Botanical Garden, 미주리 보태니컬 가든)은 미국 미주리주 세인트루이스의 4344 쇼 블러버드(Shaw Boulevard)에 위치한 식물원이다. 비공식 명칭은 쇼즈 가든(Shaw's Garden)이며 이는 설립자이자 박애주의자 헨리 쇼의 이름에서 기원한다. 6,600,000개 이상의 표본을 보유한 허바륨이 있으며 이는 북아메리카에서 뉴욕 식물원에 이어 두 번째로 큰 것이다. 이 허바륨의 인덱스 허바륨 코드는 MO이며 표본을 언급할 때 사용된다.
1859년 설립되었으며, 미국 국립역사기념물 및 미국 국립사적지으로 등록되어 있다.